# Ким Ки Хун
Ким Ки Хун (кор. 김기훈, род. 14 июля 1967 года в Сеуле) — южнокорейский шорт-трекист, первый чемпион зимних Олимпийских игр от Республики Корея, трёхкратный олимпийский чемпион и чемпион мира 1992 года в абсолютном зачёте. Многократный чемпион и призёр мира. Окончил Университет Данкук в степени магистра физического воспитания и получил докторскую степень в Корейском университете спорта.

## Карьера
Ким Ки Хун начал кататься по состоянию здоровья, чтобы укрепить нижнюю часть тела, когда учился в начальной школе Лира. Отец, который был бывшим борцом и занимался строительным бизнесом, отвел его на каток и научил кататься на коньках. Его отец разработал и запатентовал эргономичную обувь для коротких треков, подходящую для физического состояния азиатов. Ким занимался конькобежным спортом на дистанциях 5000 м и 10000 м. В шорт-трек он перешёл в возрасте 14-ти лет, когда учился во 2-м классе средней школы Кёнги.
Ким был одним из первых спортсменов национальной сборной по шорт-треку в 1984 году, отобранным в предварительном раунде, который был вообще первым отборочным мероприятием национальной сборной по шорт-треку в Корее. В 1986 году на зимних Азиатских играх в Саппоро он впервые выиграл бронзовую медаль на дистанции 500 м.
Ким был участником показательных выступлений на зимней Олимпиаде в Калгари, и в гонке на 1500 метров пришёл первым к финишу. А следом на чемпионате мира в Сент-Луисе выиграл бронзу в эстафете. В следующем году на зимней Универсиаде в Софии завоевал бронзу в беге на 500 м и три золота в беге на 1000 м, 3000 м и в эстафете. 
В марте 1989 года стал серебряным призёром в многоборье на чемпионате мира в Солихалле. Зимой 1990 года на зимних Азиатских играх в Саппоро Ким выиграл три золотых и одну серебряную медали. Из-за травмы связок он на короткое время выбыл из национальной сборной, но вернулся в начале 1991 года и на зимней Универсиаде в Саппоро выиграл в одну калитку, завоевав четыре золотых медали.
В марте 1991 года на чемпионате мира в Сиднее выиграл забег на 500 м и стал 2-м в абсолютном зачёте, через неделю на командном чемпионате мира в Сеуле стал серебряным призёром. Расцвет его успехов пришёлся на 1992 год, когда он выиграл две золотые медали в беге на 1000 м с мировым рекордом 1:30.76 и в эстафете на Олимпийских играх в Альбервиле.
В марте того же года на чемпионате мира в Денвере он завоевал золото в личном зачёте многоборья и выиграл золото на командном чемпионате мира в Минамимаки. В 1993 году на очередном чемпионате мира в Пекине не смог повторить прошлогодний успех, но выиграл бронзовую медаль в личном зачёте многоборья.
В 1994 году на зимних Олимпийских играх в Лиллехаммере Ким защитил свой титул на дистанции 1000 м, придя первым к финишу за 1:34.57, однако на эстафете во время квалификации он упал, сломав конёк, и в итоге в эстафете сборная Кореи выступала без него. На чемпионате мира в Гилфорде занял 3-е место в составе эстафеты, а на командном чемпионате мира в Кембридже повторно взял золото.
В 1998 году он завершил карьеру спортсмена.

## Карьера тренера
С 1998 по 1999 гг. - постоянный капитан национальной сборной по шорт-треку. С 2002 по 2004 год Ким возглавлял сборную Южной Кореи по шорт-треку. Одним из его лучших учеников стал будущий шестикратный олимпийский чемпион Ан Хён Су (он же Виктор Ан). С 2007 года и по настоящее время профессор кафедры социального и физического воспитания Ульсанского университета науки и технологий. В 2010 году Ким руководил сборной Южной Кореи по шорт-треку на Олимпиаде в Ванкувере. Во время зимних Олимпийских игр в Пхенчхане в 2018 году он был мэром Атлетической деревни Каннына.